# François Abrahamszoon Palm
François Abrahamszoon Palm (Dordrecht, maart 1620 - Bergen, 14 augustus 1674) was een Nederlands militair.  

## Biografie
In 1624 legde hij als jongen de eerste steen van de Arend Maartenshof in Dordrecht.
Hij trouwde drie keer: eerst in 1643 met Beatris Drap, de tweede keer te Hulst op 5 februari 1650 met Margareta Erpraet uit Doesburg, en de derde keer te Dordrecht op 14 december 1664 met Anna Cornelia de Castilleios, dochter van Maurice de Castilleios en Cornelia Gellinckhuijsen. Met haar kreeg hij twee kinderen, Maurice (Maurits) en Cornelia Palm.
Hij nam dienst in het Staatse leger van de Republiek der Verenigde Nederlanden en was luitenant in de garnizoenen van Doesburg en Geertruidenberg. In 1658 werd Palm uitgeleend aan de vloot en nam deel aan de zeeslag in de Sont en aan de landing bij Nyborg op het eiland Funen in 1659. In 1664 diende hij weer aan land in de rang van kapitein. Hierna zou François Palm overstappen naar de voorloper van het huidige Korps Mariniers. Hij voerde het commando over een schip tijdens de Tweede Engelse oorlog en nam deel aan de tocht naar Chatham, waar hij met zijn mariniers het fort Sheerness veroverde.
In het Rampjaar 1672, toen de Republiek over zee en land werd aangevallen, diende François Palm aanvankelijk als scheepscommandant, maar later als commandant van acht compagniën mariniers aan land. Palm werd op het slagveld door Willem III tot kolonel bevorderd voor zijn betoonde dapperheid bij Woerden.
Bij het Beleg van Naarden, dat in 1673 in Franse handen was, leidde François Palm in september de stormloop van de infanterie op de bres die kort daarvoor door de Nederlandse artillerie was geschoten. Direct hierna gaven de Fransen zich over.
Toen de krijgskansen zich keerden ten gunste van de Republiek verplaatste de strijd zich naar het zuiden. Palm werd tijdens de Slag bij Seneffe dodelijk gewond en overleed op 14 augustus 1674 in Bergen, graafschap Henegouwen. Hij kreeg een staatsbegrafenis te Dordrecht op 19 augustus 1674 en er werd een mariniersregiment naar hem vernoemd.  
In 1939 werd de toen nieuw gebouwde Kolonel Palmkazerne te Bussum naar hem vernoemd.